# Horadiz
Horadiz är en ort i Azerbajdzjan.   Den ligger i distriktet Füzuli Rayonu, i den södra delen av landet, 240 km väster om huvudstaden Baku. Horadiz ligger 160 meter över havet och antalet invånare är 2 714. Den ligger vid sjön Mil-Muğan Su Anbarı.
Terrängen runt Horadiz är platt åt nordväst, men åt sydost är den kuperad. Närmaste större samhälle är Böyük Bəhmənli, 15,7 km nordost om Horadiz.
Trakten runt Horadiz består i huvudsak av gräsmarker. Runt Horadiz är det ganska glesbefolkat, med 42 invånare per kvadratkilometer.